# Ivar Olsen
Ivar Olsen (* 9. Februar 1960) ist ein ehemaliger norwegischer Nordischer Kombinierer.
Seine erste Platzierung in den Punkterängen bei einem Wettkampf im Rahmen des Weltcups der Nordischen Kombination erzielte Olsen am 8. März 1984 in Oslo. In einem Gundersen-Wettkampf von der Großschanze mit einer sich daran anschließenden Langlaufdistanz über 15 Kilometer erreichte er den zwölften Platz. Im weiteren Verlauf seiner Laufbahn konnte er noch sechs weitere Punktplatzierungen erzielen, dabei erreichte er drei Mal einen Rang unter den besten Zehn: Am 20. Dezember 1984 in St. Moritz als Neunter, am 23. Februar 1985 im sowjetischen Leningrad als Sechster und am 16. März 1985 erneut in Oslo als Vierter. Zudem platzierte er sich auch am 29. Dezember 1984 in Oberwiesenthal als Elfter und am 5. Januar 1985 in Schonach als Zwölfter in den Punkterängen. Dort erreichte er am 4. Januar 1986 erneut mit Platz zwölf auch sein letztes Punktergebnis. Bestes Ergebnis im Gesamtweltcup war der neunte Rang mit 38 Punkten aus der Saison 1984/85. 1983/84 sowie 1985/86 wurde er mit jeweils vier Punkten 31. beziehungsweise 29. des Gesamtweltcups
| Saison  | Platz | Punkte |
| ------- | ----- | ------ |
| 1983/84 | 31.   | 04     |
| 1984/85 | 09.   | 38     |
| 1985/86 | 29.   | 04     |